# Helderson Leite Lima
Helderson Leite Lima (nacido el 25 de marzo de 1990) es un futbolista brasileño que se desempeña como delantero.

## Trayectoria

### Clubes
| Club            | País   | Año  |
| --------------- | ------ | ---- |
| Castanho        | Brasil | 2009 |
| Shonan Bellmare | Japón  | 2009 |